# Zygina hyperici
Zygina hyperici är en insektsart som först beskrevs av Herrich-Schäffer 1836.  Zygina hyperici ingår i släktet Zygina och familjen dvärgstritar. Arten är reproducerande i Sverige. Inga underarter finns listade i Catalogue of Life.